# 步天歌 (漫画)
《步天歌》为夏达新工作室成立以来的首部漫画作品以及夏达的首部长篇全彩漫画作品。这部漫画讲述了以修仙世界为背景的冒险故事。2018年起，该漫画登陆哔哩哔哩漫画以及快看漫画等平台进行连载。2021年12月，《步天歌》获得第一届蔡志忠漫画奖。2022年8月，由麟趾居出品的《步天歌》动态漫在哔哩哔哩弹幕网、快看APP、爱奇艺、优酷、芒果TV播出。除网络连载外，《步天歌》也出过单行本。《步天歌.1》曾连续三周蝉联当当动漫榜TOP 1，并连续两周位列前十。《步天歌.2》曾在上市一个月后，问鼎当当年中动漫榜豆瓣评分9.0。

## 故事介绍
大陈年间，菁贵妃诞下双生龙凤胎。皇子生来眉间一颗朱砂痣，视为祥瑞。其天资出众，被蓬莱的苍梧子带走收为徒弟，跳出尘世。皇女天生六指，视为不祥，因此被弃于芦苇荡，后被陈老剑客捡走，从此二人相依为命，跋涉红尘。祥瑞与不祥同时出现，同胞双生的两人被迫分离，迎来了截然不同的命运。天劫将至，兄妹二人将如何抗争天命？又会以何种方式重逢？

## 漫画角色

### 主要角色
| 名称   | 介绍 |
| 陈阿汀 | 武器：裂天剑 （女主角），大陈皇朝公主、去尘的双胞胎妹妹。出生时，如前朝祸乱朝纲的长公主一般，长有六指，因此被视为不祥。其生母菁贵妃将其多出的小指割去，并弃其于芦苇荡。老剑客陈燕生将其捡走当作孙女养大，并取名“阿汀”。后被昆仑酒剑仙收入昆仑剑阁成为他门下第六位亲传弟子、昆仑上院弟子(长老所收弟子为上院弟子)。 |
| 去尘   | （男主角），大陈皇朝四皇子、阿汀的双胞胎哥哥。出生时，额有朱砂痣被视为祥瑞。蓬莱的苍梧子因大陈皇宫上空的异象，而特意赶来以上古灵根及鼍龙皮鼓为交换，将其带走收为徒弟。由苍梧子取名，道号“去尘”。被蓬莱和昆仑视为“气运之子”。                                                                                      |

### 昆仑山脉
| 名称     | 介绍 |
| 帝纹仙君 | 昆仑现任掌门、琳琅之父、“天网”网心。平时装扮得像个文质彬彬的书生，与妻子很是恩爱。 |
| 酒剑仙   | 昆仑剑阁大奉剑、琳琅的师伯、明珠的师叔。因为一些原因成为昆仑囚徒，还要服役一百年，但还拥有昆仑长老的身份。现座下有六名弟子，已知：四弟子李慕仙，五弟子尉迟意，六弟子阿汀。                                       |
| 紫瑶仙子 | 昆仑瑶池长老、琳琅师父、酒剑仙师妹。负责修复昆仑护山大阵的人。 |
| 聚宝     | 昆仑长老、明珠师父、酒剑仙师兄。面冷心善的“铁公鸡”，关于钱财的事总是算得格外清楚。和酒剑仙互相瞧不起对方。 |
| 百里孟   | 昆仑丹台掌炉、百里家大长老。明珠、琳琅、尉迟意，以及阿汀的师叔。 |
| 李慕仙   | 昆仑剑阁弟子、昆仑酒剑仙门下第四位亲传弟子、昆仑上院弟子、尉迟和阿汀的四师兄。常在山下游历。 |
| 明珠     | 昆仑聚宝长老的亲传弟子、昆仑上院弟子。运气极好，所以经常被派出去和尉迟一起做任务。平日里，与琳琅、尉迟关系最好。阿汀入昆仑后，对她多加照拂。                                                                     |
| 琳琅     | 昆仑瑶池弟子、昆仑上院弟子、帝纹仙君与一名凡人所生之女。曾奉师命带着尉迟前去大陈皇宫接引弟子，却来晚一步。因欣赏阿汀，而暗中设计，企图促成阿汀与酒剑仙的师徒缘，虽然被识破了，但因为酒剑仙也认可阿汀便没被追究。 |
| 尉迟意   | 武器：破阵剑 昆仑剑阁弟子、昆仑酒剑仙门下第五位亲传弟子、昆仑上院弟子。为人少言寡语、运气极差。是将阿汀带上昆仑的人，现为阿汀的五师兄。                                                                          |
| 阿汀     | 详情参见“主要角色” |
| 林络     | 昆仑下院弟子。明珠、琳琅、尉迟意，以及阿汀的师侄。阿汀未拜入昆仑时，曾一度劝说阿汀参加昆仑的入门试炼，可惜被拒绝了。                                                                                             |

### 蓬莱三山
| 名称   | 介绍 |
| 苍梧子 | 蓬莱道人、去尘和清商子的师父、天工燧和漱玉的师兄。他是近百年来最有可能飞升之人。去尘出生时，以一批天材地宝将去尘“骗走”，收入蓬莱。经常闭关以拖延天劫的到来。 |
| 天工燧 | 蓬莱方丈的长老、苍梧子的师弟、去尘的师叔、炽的师祖。去尘出生时，与苍梧子前去接他回蓬莱。在苍梧子闭关时，十分注重去尘的安全。                                 |
| 漱玉   | 蓬莱瀛洲的长老、苍梧子和天工燧的师妹、云岑的师祖。 |
| 清商子 | 蓬莱苍梧子座下弟子、去尘素未谋面的师兄、青书纯钧的师父。讨厌蹉跎。常常在外游历。                                                                             |
| 去尘   | 详情参见“主要角色” |
| 青书   | 蓬莱清商子的弟子、纯钧的师兄、去尘的师侄。体内的木灵根被清商子下了禁制，为的是让他一改往日求稳的心态，依靠自己突破修为、解除禁制。                           |
| 纯钧   | 蓬莱清商子的弟子、青书的师弟、去尘的师侄。 |
| 炽     | 蓬莱方丈弟子、去尘的师侄。与天工燧一样，体内流有特殊血脉。                                                                                                   |
| 云岑   | 蓬莱瀛洲弟子、去尘的师侄。真身是一株药草。 |

### 百里氏
| 名称   | 介绍 |
| 百里孟 | 详情参见“昆仑山脉” |
| 百里仲 | 百里家家主、百里季兄长、百里孟二弟。天生九黎之体，是个天才。十分疼爱弟弟百里季。                                                                           |
| 百里季 | 百里家三少爷、百里孟及百里仲的幼弟。从小体弱多病活不过30岁，是个凡人。体内灵根为百里仲所造。趁百里仲闭关而逃了出来，丹田曾差点被百里孟打碎。现被阿汀所杀。 |

### 姑射山
| 名称     | 介绍                                             |
| 重明上仙 | 姑射山掌权者。                                   |
| 孤桐仙子 | 重明的徒弟、妙妙儿师妹。重明不在时，暂管姑射山。 |
| 妙妙儿   | 重明的徒弟、孤桐师姐、青丘狐狸。                 |

### 东海
| 名称     | 介绍                               |
| 敖渺宫主 | 东海掌权者。似乎在找东海宿敌相柳。 |
| 乌将军   | 敖渺的下属。                       |
| 小渊     | 敖渺养的水母。                     |

### 陈国
| 名称     | 介绍 |
| 皇帝     | 大陈皇朝皇帝、去尘与阿汀的父皇。因苍梧子所献的宝物而沉迷修道问仙，不理政务，导致敌国兵锋直指帝都，亡国在即。                                                                                                   |
| 菁贵妃   | 大陈皇朝贵妃、去尘与阿汀的母妃。后被封为大陈皇朝皇后。担心女儿天生六指引起皇室相残，隐瞒阿汀的存在，将之送出皇宫抛弃，并将一切希望寄予儿子。可惜造化弄人，儿子也在同一天被苍梧子带入蓬莱走上漫漫修仙路。已故。 |
| 李老夫人 | 菁贵妃的母亲、去尘与阿汀的外祖母、李雁的姑祖母。她是位和蔼、慈祥的老妇人，也是将门之后。为了女儿，忍痛将阿汀弃于芦苇荡。再见阿汀时，在阿汀身上看到了女儿的影子，殊不知这就是当年她亲手送出宫的外孙女。         |
| 李雁     | 大陈的将军、李老夫人的侄孙。将爷爷的教导铭记在心，对大陈忠心耿耿。大陈即将亡国之际，死守国都城门。 |

### 其他角色
| 名称   | 介绍 |
| 陈燕生 | 是个练出了剑罡的凡人剑客。被誉为“江湖第一剑”，人称陈巨侠。古道热肠，侠肝义胆，在芦苇荡处捡到并收养了阿汀，十分疼爱这个“孙女”。 |
| 郑六郎 | 其父亲因杀人越货而死在了陈燕生手里，为了报仇，曾挑战过陈燕生，但惨败。后被李老夫人收留。                                       |
| 灵樨子 | 阿汀所持有的木系婴丹的原主人。得日月精华铸其身躯，听圣人论道而开启灵智。                                                       |
| 陇女   | 阿汀下山历练时遇到的一位养蛊的前辈。一直在找昆仑弟子李慕仙。                                                                   |
| 又吉   | 西南十万大山中一个小门派的弟子。                                                                                               |
| 林真真 | 李老夫人为李雁挑选的未婚妻、“天网”派阿汀去保护的对象。                                                                         |

### 代天
以终结天地灭法为目的而成立的组织，成员皆为当世大能。现今势力盘踞于西南十万大山。
首领：苍梧子（已退出）
已知成员：帝纹仙君（已退出）、陇女（已退出）、重明上仙
敌人：天网（由昆仑和蓬莱联手创立的组织）

## PV

### 原创概念曲
| 发布时间      | 曲名         | 演唱者   |
| 2019年12月7日 | 《天地有道》 | 排骨教主 |

### 宣传视频
| 发布时间       | 片名                   | 备注                       |
| 2019年4月30日  | 《步天歌》首支宣传视频 |                            |
| 2021年11月19日 | 阿汀纽约时代广场大屏   | 2021哔哩哔哩国漫星计划奖励 |
| 2022年7月26日  | 阿汀角色PV             | 2021哔哩哔哩国漫星计划奖励 |

## 单行本
| 上市时间      | 单行本名称   |
| 2019年10月    | 《步天歌.1》 |
| 2020年6月8日  | 《步天歌.2》 |
| 2021年1月6日  | 《步天歌.3》 |
| 2021年10月    | 《步天歌.4》 |
| 2022年7月15日 | 《步天歌.5》 |

## 动态漫
（信息出自片尾报幕）

### 制作团队
出品：麟趾居

播出平台：哔哩哔哩弹幕网、哔哩哔哩漫画、快看APP、爱奇艺、优酷、芒果TV

总监制：夏若云

制片人：符虚

导演：豆沙

监制：晓晨兽

漫画编辑：银子、艾玛

制作方：有狐文化

项目运营：cici

视频后期：黄体繁、丁宇

音频后期：小孟、SD.X

脚本统筹：cici

美术：池然、cici、莎莎、蛋包饭、纪鑫

运营协力：大星、佳祺

音乐：常宏

配音制作：藤韵文化

配音导演：常蓉珊

配音统筹：韩甜甜

录音师：崔建跃、赵朋飞、贾小强

### 配音演员
去尘：常蓉珊

阿汀：赵爽

陈燕生：郭政建

百里季：藤新

苍梧子：高枫

天工燧：林帽帽

琳琅：闫夜桥

尉迟意：叶知秋

纯钧：李兰陵

青书：瞳音

大陈皇帝：图特哈蒙

大陈贵妃：叶知秋

李老夫人：姜贺

郑六郎：张恩泽

其他角色：郝祥海、唐雨荷、沈念如、阎么么、李轻扬、乔木心、白雨松、戈昕宇、姜英俊、周童、刘知否、韩佳影、良二、李旲甲、黑特

### 片尾曲(ED)
《天地昭昭》

策划：萧冉紫

演唱：不馋

曲作：萧冉紫

词作：巴欧特

编曲：刘東

合声：萧冉紫

## 活动记录
| 名称                                  | 时间                                | 地点                                                                                                   |
| 夏达《步天歌.1》新书书友会            | 2019年10月19日下午2：30             | 上海市黄浦区重庆南路308号大隐精舍                                                                      |
| 夏达《步天歌.1》新书书友会            | 2019年10月20日下午2：30             | 杭州市庆春路购书中心一楼中厅                                                                           |
| 夏达《步天歌.1》新书书友会            | 2019年11月2日下午2：30              | 深圳市南山区南海大道2748号南山书城一楼大堂                                                             |
| 夏达《步天歌.1》新书书友会            | 2019年11月3日下午2：30              | 广州市天河区天河路123号广州购书中心天河店6楼多功能厅                                                   |
| 夏达《步天歌.1》新书书友会            | 2019年11月16日下午2：30             | 重庆市沙坪坝区三峡广场煌华新纪元B1层西西弗书店                                                         |
| 夏达《步天歌.1》新书书友会            | 2019年11月17日下午2：30             | 成都市高新区府城大道中段88号九方购物中心文轩BOOKS一楼阶梯活动区                                        |
| 夏达《步天歌.2》云上书友会            | 2020年6月21日下午2：00-3：30        | - 当当天猫直播间 - 当当小程序直播间 - 抖音搜索“磨铁图书” - 快手搜索“磨铁图书”                          |
| 2021夏达《步天歌》第一季(1-3册)书友会 | 2021年4月17日下午2：00-4：00        | - 杭州市上城区中山中路6号南宋书房 - 抖音搜索“磨铁图书” - 快手搜索“磨铁图书” - 磨铁图书旗舰店淘宝直播间 |
| 次元声优节夏达《步天歌》专场          | 2021年10月31日-11月8日18：00-19：00 | 虎牙直播                                                                                               |
| 夏达《步天歌》全彩漫画新书展          | 2022年8月16日-9月18日10：00-21：00  | 杭州市余杭区良渚文化艺术中心·大屋顶书馆                                                                |

## 获奖记录
| 获奖时间       | 活动名称     | 奖项/成就                                                    |
| 2021年7月31日  | 国漫星计划   | 女主阿汀以女生组前八的成绩进入2021哔哩哔哩夏日漫画季星光殿堂 |
| 2021年12月23日 | 蔡志忠漫画奖 | 第一届蔡志忠漫画奖年度漫画图书                               |
| 2022年8月19日  | 国漫星计划   | 《步天歌》以前八的成绩进入2022哔哩哔哩夏日漫画季星光殿堂     |

## 其他/主要链接
- 步天歌官博
- 《步天歌》原创概念曲《天地有道》完整版PV + 步天歌作品/角色介绍
- 磨铁图书官方微博
- 哔哩哔哩《步天歌》动态漫主页 （页面存档备份，存于）